# Begonia iridescens
Begonia iridescens là một loài thực vật có hoa trong họ Thu hải đường. Loài này được Dunn mô tả khoa học đầu tiên năm 1920.